# سیارک ۶۵۸۲
سیارک ۶۵۸۲ (به انگلیسی: 6582 Flagsymphony، نامگذاری:1981VS) شش هزار و پانصد و هشتاد و دومین سیارک کشف شده‌است که در ۵ نوامبر ۱۹۸۱ کشف شد.
قدر مطلق سیارک برابر ۱۲٫۷۰ است.